# Lista siturilor arheologice din județul Hunedoara - O
Lista siturilor arheologice din județul Hunedoara - O conține toate siturile arheologice din județul Hunedoara înscrise în Repertoriul Arheologic Național (RAN) și aflate în localități al căror nume începe cu litera O. RAN este administrat de Ministerul Culturii și Patrimoniului Național și cuprinde date științifice, cartografice, topografice, imagini și planuri, precum și orice alte informații privitoare la zonele cu potențial arheologic, studiate sau nu, încă existente sau dispărute.
Puteți căuta un sit din localitățile care încep cu litera O folosind formularul de mai jos sau puteți naviga prin toate siturile din județ la Lista siturilor arheologice din județul Hunedoara.
| Cod RAN                                   | Denumire | Localitate                                      | Adresă                                                                      | Datare                                     | Descoperit | Coordonate                                     | Imagine           | Erori            |
| ----------------------------------------- | --- | ----------------------------------------------- | --------------------------------------------------------------------------- | ------------------------------------------ | ---------- | ---------------------------------------------- | ----------------- | ---------------- |
| 90609.01.01 (Cod LMI: HD-I-m-A-03202.02)  | Așezarea în peșteră de la Ohaba Ponor - "Bordu Mare" / ansamblu anonim (Categorie: locuire civilă) (Tip: Așezare în peșteră)                                                    | sat Ohaba Ponor, comuna Pui                     | Bordu Mare                                                                  |                                            | 1923       | 45°30′51″N 23°09′14″E / 45.51414°N 23.15388°E  | Încărcați imagine | Raportați eroare |
| 90609.01.02 (Cod LMI: HD-I-m-A-03202.01)  | Așezarea în peșteră de la Ohaba Ponor - "Bordu Mare" / ansamblu anonim (Categorie: locuire civilă) (Tip: Așezare în peșteră)                                                    | sat Ohaba Ponor, comuna Pui                     | Bordu Mare                                                                  |                                            | 1923       | 45°30′51″N 23°09′14″E / 45.51414°N 23.15388°E  | Încărcați imagine | Raportați eroare |
| 90609.01.03 (Cod LMI: HD-I-s-A-03202)     | Așezarea în peșteră de la Ohaba Ponor - "Bordu Mare" / ansamblu anonim (Categorie: locuire civilă) (Tip: Așezare în peșteră)                                                    | sat Ohaba Ponor, comuna Pui                     | Bordu Mare                                                                  | Coțofeni                                   | 1923       | 45°30′51″N 23°09′14″E / 45.51414°N 23.15388°E  | Încărcați imagine | Raportați eroare |
| 90609.01.04 (Cod LMI: HD-I-s-A-03202)     | Așezarea în peșteră de la Ohaba Ponor - "Bordu Mare" / ansamblu anonim (Categorie: locuire civilă) (Tip: Așezare în peșteră)                                                    | sat Ohaba Ponor, comuna Pui                     | Bordu Mare                                                                  | geto-dacică                                | 1923       | 45°30′51″N 23°09′14″E / 45.51414°N 23.15388°E  | Încărcați imagine | Raportați eroare |
| 90422.01.01                               | Situl arheologic de la Ocolișu Mic - Apa Grădiștii / ansamblu anonim(Vila Napoleon Sădescu) (Categorie: construcție) (Tip: Drum)                                                | sat Ocolișu Mic, comuna Orăștioara de Sus       | Apa Grădiștii                                                               | dacica                                     | 1999       | 45°39′21″N 23°11′17″E / 45.6559°N 23.18807°E   | Încărcați imagine | Raportați eroare |
| 87647.02.01                               | Situl arheologic de la Orăștie - "Dealul Pemilor X2" / ansamblu anonim(Platoul Rompoș) (Categorie: locuire) (Tip: Necropolă de inhumație)                                       | municipiul Orăștie                              | Dealul Pemilor X2                                                           | Bjelo Brdo                                 | 1992       | 45°51′38″N 23°13′09″E / 45.86055°N 23.21917°E  | Încărcați imagine | Raportați eroare |
| 87647.02.01                               | Situl arheologic de la Orăștie - "Dealul Pemilor X2" / complex M. 1/2000(Platoul Rompoș) (Categorie: locuire) (Tip: mormânt de inhumație)                                       | municipiul Orăștie                              | Dealul Pemilor X2                                                           |                                            | 1992       | 45°51′38″N 23°13′09″E / 45.86055°N 23.21917°E  | Încărcați imagine | Raportați eroare |
| 87647.02.01                               | Situl arheologic de la Orăștie - "Dealul Pemilor X2" / complex M. 2/2000(Platoul Rompoș) (Categorie: locuire) (Tip: mormânt de inhumație)                                       | municipiul Orăștie                              | Dealul Pemilor X2                                                           |                                            | 1992       | 45°51′38″N 23°13′09″E / 45.86055°N 23.21917°E  | Încărcați imagine | Raportați eroare |
| 87647.02.01                               | Situl arheologic de la Orăștie - "Dealul Pemilor X2" / complex M. 3/2000(Platoul Rompoș) (Categorie: locuire) (Tip: mormânt de inhumație)                                       | municipiul Orăștie                              | Dealul Pemilor X2                                                           |                                            | 1992       | 45°51′38″N 23°13′09″E / 45.86055°N 23.21917°E  | Încărcați imagine | Raportați eroare |
| 87647.02.02                               | Situl arheologic de la Orăștie - "Dealul Pemilor X2" / ansamblu anonim(Platoul Rompoș) (Categorie: locuire) (Tip: așezare și necropolă)                                         | municipiul Orăștie                              | Dealul Pemilor X2                                                           | Turdaș                                     | 1992       | 45°51′38″N 23°13′09″E / 45.86055°N 23.21917°E  | Încărcați imagine | Raportați eroare |
| 87647.02.03                               | Situl arheologic de la Orăștie - "Dealul Pemilor X2" / ansamblu anonim(Platoul Rompoș) (Categorie: locuire) (Tip: Așezare)                                                      | municipiul Orăștie                              | Dealul Pemilor X2                                                           | Starčevo - Criș                            | 1992       | 45°51′38″N 23°13′09″E / 45.86055°N 23.21917°E  | Încărcați imagine | Raportați eroare |
| 87647.02.04                               | Situl arheologic de la Orăștie - "Dealul Pemilor X2" / ansamblu anonim(Platoul Rompoș) (Categorie: locuire) (Tip: Așezare)                                                      | municipiul Orăștie                              | Dealul Pemilor X2                                                           | Petrești                                   | 1992       | 45°51′38″N 23°13′09″E / 45.86055°N 23.21917°E  | Încărcați imagine | Raportați eroare |
| 87647.02.05                               | Situl arheologic de la Orăștie - "Dealul Pemilor X2" / ansamblu anonim(Platoul Rompoș) (Categorie: locuire) (Tip: Așezare)                                                      | municipiul Orăștie                              | Dealul Pemilor X2                                                           | Vinča                                      | 1992       | 45°51′38″N 23°13′09″E / 45.86055°N 23.21917°E  | Încărcați imagine | Raportați eroare |
| 87647.02.06                               | Situl arheologic de la Orăștie - "Dealul Pemilor X2" / ansamblu anonim(Platoul Rompoș) (Categorie: locuire) (Tip: Necropolă)                                                    | municipiul Orăștie                              | Dealul Pemilor X2                                                           | sec. XI                                    | 1992       | 45°51′38″N 23°13′09″E / 45.86055°N 23.21917°E  | Încărcați imagine | Raportați eroare |
| 87647.01.01 (Cod LMI: HD-II-a-A-03376)    | Cetatea medievală de la Orăștie / ansamblu anonim (Categorie: locuire civilă) (Tip: Cetate)                                                                                     | municipiul Orăștie                              | Str. Bălcescu Nicolae, punct Cetate                                         | sec. XIV - XV                              |            | 45°50′13″N 23°11′45″E / 45.83704°N 23.19585°E  | Încărcați imagine | Raportați eroare |
| 90422.02.01                               | Posibil sit arheologic la Ocolișu Mic - Cetatea Păgână / ansamblu anonim (Categorie: locuire) (Tip: sit)                                                                        | sat Ocolișu Mic, comuna Orăștioara de Sus       | Cetatea Păgână                                                              | dacica                                     |            |                                                | Încărcați imagine | Raportați eroare |
| 91161.01.01                               | Situl arheologic de la Ohaba de sub Piatră - Dealul Viilor / ansamblu anonim (Categorie: locuire civilă) (Tip: Așezare)                                                         | sat Ohaba de sub Piatră, comuna Sălașu de Sus   | Dealul Viilor                                                               | Starčevo - Criș                            |            |                                                | Încărcați imagine | Raportați eroare |
| 91161.01.02                               | Situl arheologic de la Ohaba de sub Piatră - Dealul Viilor / ansamblu anonim (Categorie: locuire civilă) (Tip: Așezare)                                                         | sat Ohaba de sub Piatră, comuna Sălașu de Sus   | Dealul Viilor                                                               | Coțofeni                                   |            |                                                | Încărcați imagine | Raportați eroare |
| 91161.01.03                               | Situl arheologic de la Ohaba de sub Piatră - Dealul Viilor / ansamblu anonim (Categorie: locuire civilă) (Tip: Așezare)                                                         | sat Ohaba de sub Piatră, comuna Sălașu de Sus   | Dealul Viilor                                                               | Balta Sărată                               |            |                                                | Încărcați imagine | Raportați eroare |
| 91161.01.04                               | Situl arheologic de la Ohaba de sub Piatră - Dealul Viilor / ansamblu anonim (Categorie: locuire civilă) (Tip: Așezare)                                                         | sat Ohaba de sub Piatră, comuna Sălașu de Sus   | Dealul Viilor                                                               | dacică                                     |            |                                                | Încărcați imagine | Raportați eroare |
| 91161.01.05                               | Situl arheologic de la Ohaba de sub Piatră - Dealul Viilor / ansamblu anonim (Categorie: locuire civilă) (Tip: Așezare)                                                         | sat Ohaba de sub Piatră, comuna Sălașu de Sus   | Dealul Viilor                                                               |                                            |            |                                                | Încărcați imagine | Raportați eroare |
| 87647.03.01                               | Așezarea neolitică de la Orăștie / ansamblu anonim (Categorie: locuire civilă) (Tip: Așezare)                                                                                   | municipiul Orăștie                              | Fostele Grajduri CAP Pricaz                                                 |                                            |            |                                                | Încărcați imagine | Raportați eroare |
| 87647.05.01 (Cod LMI: HD-II-m-A-03378)    | Biserica reformată medievală de la Orăștie / complex anonim (Categorie: structură de cult/religioasă) (Tip: Biserică)                                                           | municipiul Orăștie                              | str. Bălcescu Nicolae 2                                                     | sec. XIV; refăcută sec. XVI                |            | 45°50′14″N 23°11′45″E / 45.83713°N 23.195954°E | Încărcați imagine | Raportați eroare |
| 87647.05.01 (Cod LMI: HD-II-m-A-03378)    | Biserica reformată medievală de la Orăștie / complex anonim (Categorie: structură de cult/religioasă) (Tip: turn)                                                               | municipiul Orăștie                              | str. Bălcescu Nicolae 2                                                     | 1752                                       |            |                                                | Încărcați imagine | Raportați eroare |
| 87647.06 (Cod LMI: HD-II-m-B-03390)       | Casa Pârva Ioan de la Orăștie / ansamblu anonim (Categorie: construcție) | municipiul Orăștie                              | str. Avram Iancu 2                                                          |                                            |            |                                                | Încărcați imagine | Raportați eroare |
| 90921.01.01 (Cod LMI: HD-II-m-A-03400.01) | Situl Bisericii "Pogorârea Sf. Duh"și "Maica Domnului Hodighitria" din Ostrov / ansamblu Biserica "Pogorârea Sf. Duh" (Categorie: structură de cult/religioasă) (Tip: Biserică) | sat Ostrov, comuna Râu de Mori                  |                                                                             | sec. XIV                                   |            |                                                | Încărcați imagine | Raportați eroare |
| 90921.01.02 (Cod LMI: HD-II-a-A-03400)    | Situl Bisericii "Pogorârea Sf. Duh"și "Maica Domnului Hodighitria" din Ostrov / ansamblu anonim (Categorie: structură de cult/religioasă) (Tip: Turn clopotniță)                | sat Ostrov, comuna Râu de Mori                  |                                                                             | sec. XVI                                   |            |                                                | Încărcați imagine | Raportați eroare |
| 90921.01.03 (Cod LMI: HD-II-m-A-03400.01) | Situl Bisericii "Pogorârea Sf. Duh"și "Maica Domnului Hodighitria" din Ostrov / ansamblu Biserica "Pogorârea Sf. Duh" (Categorie: structură de cult/religioasă) (Tip: Biserică) | sat Ostrov, comuna Râu de Mori                  |                                                                             |                                            |            |                                                | Încărcați imagine | Raportați eroare |
| 90921.01.04 (Cod LMI: HD-II-a-A-03400)    | Situl Bisericii "Pogorârea Sf. Duh"și "Maica Domnului Hodighitria" din Ostrov / ansamblu anonim (Categorie: structură de cult/religioasă) (Tip: Incintă)                        | sat Ostrov, comuna Râu de Mori                  |                                                                             | sec. XIV                                   |            |                                                | Încărcați imagine | Raportați eroare |
| 87647.04.01                               | Biserica greco-catolică cu hramul Sf. Nicolae si cimitirul medieval de la Orăștie / ansamblu anonim (Categorie: construcție de cult) (Tip: biserică)                            | municipiul Orăștie                              |                                                                             | sec. XVIII                                 |            |                                                | Încărcați imagine | Raportați eroare |
| 87647.04.02                               | Biserica greco-catolică cu hramul Sf. Nicolae si cimitirul medieval de la Orăștie / ansamblu anonim (Categorie: construcție de cult) (Tip: Cimitir)                             | municipiul Orăștie                              |                                                                             | sec. XVI - XVII                            |            |                                                | Încărcați imagine | Raportați eroare |
| 87647.16.01                               | Situl arheologic de la Orăștie-Pârâul Stricății / ansamblu anonim (Categorie: locuire) (Tip: așezare)                                                                           | municipiul Orăștie                              | Pârâului Stricății                                                          |                                            |            |                                                | Încărcați imagine | Raportați eroare |
| 87647.16.02                               | Situl arheologic de la Orăștie-Pârâul Stricății / ansamblu anonim (Categorie: locuire) (Tip: așezare)                                                                           | municipiul Orăștie                              | Pârâului Stricății                                                          |                                            |            |                                                | Încărcați imagine | Raportați eroare |
| 87647.17.01                               | Situl arheologic de la Orăștie-kilometrul 2+100 al variantei ocolitoare Orăștie a Autostrăzii Transilvania / ansamblu anonim (Categorie: locuire) (Tip: Locuire)                | municipiul Orăștie                              | kilometrul 2+100 al variantei ocolitoare Orăștie a Autostrăzii Transilvania |                                            |            |                                                | Încărcați imagine | Raportați eroare |
| 90609.02                                  | Așezarea în peșteră de la Ohaba Ponor - "Șura Mare" / ansamblu anonim (Categorie: locuire civilă) (Tip: Așezare în peșteră)                                                     | sat Ohaba Ponor, comuna Pui                     | Șura Mare                                                                   | dacică                                     |            | 45°31′49″N 23°08′56″E / 45.5302°N 23.14886°E   | Încărcați imagine | Raportați eroare |
| 90422.03.01                               | Cetatea dacică de la Ocolișu Mic - La Vămi / ansamblu anonim (Categorie: fortificație) (Tip: tum)                                                                               | sat Ocolișu Mic, comuna Orăștioara de Sus       | La Vămi                                                                     | dacica                                     |            |                                                | Încărcați imagine | Raportați eroare |
| 90422.04.01                               | Cetatea dacică de la Ocolișu Mic - Turnul lui Mihu / ansamblu anonim (Categorie: fortificație) (Tip: tum)                                                                       | sat Ocolișu Mic, comuna Orăștioara de Sus       | Turnul lui Mihu                                                             | dacică                                     |            |                                                | Încărcați imagine | Raportați eroare |
| 90422.05.01                               | Așezarea de epocă romană de la ocolișu Mic - La Grădini / ansamblu anonim (Categorie: locuire) (Tip: Așezare)                                                                   | sat Ocolișu Mic, comuna Orăștioara de Sus       | La Grădini                                                                  |                                            |            |                                                | Încărcați imagine | Raportați eroare |
| 90609.03.01                               | Așezarea în peșteră de la Ohaba Ponor - "Peștera de pe Scoruș" / ansamblu anonim (Categorie: locuire civilă) (Tip: Așezare în peșteră)                                          | sat Ohaba Ponor, comuna Pui                     | Peștera de pe Scoruș                                                        |                                            |            |                                                | Încărcați imagine | Raportați eroare |
| 90609.04.01                               | Villa rustica de la Ohaba Ponor - Vad / ansamblu anonim (Categorie: locuire civilă) (Tip: Villa rustica)                                                                        | sat Ohaba Ponor, comuna Pui                     | Vad                                                                         |                                            |            |                                                | Încărcați imagine | Raportați eroare |
| 87503.01.01                               | Situl arheologic de la Ohaba-Streiului - Călanul Nou / ansamblu anonim (Categorie: locuire) (Tip: Așezare)                                                                      | sat Ohaba Stratului, oraș Călan                 | Călanul Nou                                                                 | Starcevo - Criș                            |            |                                                | Încărcați imagine | Raportați eroare |
| 87503.01.02                               | Situl arheologic de la Ohaba-Streiului - Călanul Nou / ansamblu anonim (Categorie: locuire) (Tip: Așezare)                                                                      | sat Ohaba Stratului, oraș Călan                 | Călanul Nou                                                                 | sec. VIII                                  |            |                                                | Încărcați imagine | Raportați eroare |
| 87503.02.01                               | Așezarea neolitică de la Ohaba-Streiului - Călanul Nou / ansamblu anonim (Categorie: locuire) (Tip: Așezare)                                                                    | sat Ohaba Stratului, oraș Călan                 | Călanul Nou                                                                 | Turdaș                                     |            |                                                | Încărcați imagine | Raportați eroare |
| 87647.18.01                               | Așezarea preistorica de la Orăștie - Dealul Pemilor X3 / ansamblu anonim (Categorie: locuire) (Tip: Așezare)                                                                    | municipiul Orăștie                              | Dealul Pemilor X3                                                           | Starcevo - Criș                            |            | 45°49′51″N 23°12′46″E / 45.83097°N 23.21291°E  | Încărcați imagine | Raportați eroare |
| 87647.18.02                               | Așezarea preistorica de la Orăștie - Dealul Pemilor X3 / ansamblu anonim (Categorie: locuire) (Tip: Așezare)                                                                    | municipiul Orăștie                              | Dealul Pemilor X3                                                           | Turdaș                                     |            | 45°49′51″N 23°12′46″E / 45.83097°N 23.21291°E  | Încărcați imagine | Raportați eroare |
| 87647.19.01                               | Situl arheologic de la Orăștie - Dealul Pemilor X5 / ansamblu anonim (Categorie: locuire) (Tip: Așezare)                                                                        | municipiul Orăștie                              | Dealul Pemilor X5                                                           |                                            |            |                                                | Încărcați imagine | Raportați eroare |
| 87647.19.02                               | Situl arheologic de la Orăștie - Dealul Pemilor X5 / ansamblu anonim (Categorie: locuire) (Tip: Așezare)                                                                        | municipiul Orăștie                              | Dealul Pemilor X5                                                           | Wietenberg                                 |            |                                                | Încărcați imagine | Raportați eroare |
| 87647.19.03                               | Situl arheologic de la Orăștie - Dealul Pemilor X5 / ansamblu anonim (Categorie: locuire) (Tip: Așezare)                                                                        | municipiul Orăștie                              | Dealul Pemilor X5                                                           | Basarabi                                   |            |                                                | Încărcați imagine | Raportați eroare |
| 87647.19.04                               | Situl arheologic de la Orăștie - Dealul Pemilor X5 / ansamblu anonim (Categorie: locuire) (Tip: Așezare)                                                                        | municipiul Orăștie                              | Dealul Pemilor X5                                                           | dacică                                     |            |                                                | Încărcați imagine | Raportați eroare |
| 87647.20.01                               | Situl arheologic de la Orăștie - Dealul Pemilor X6 / ansamblu anonim (Categorie: locuire) (Tip: Așezare)                                                                        | municipiul Orăștie                              | Dealul Pemilor X6                                                           | Petrești                                   |            |                                                | Încărcați imagine | Raportați eroare |
| 87647.20.02                               | Situl arheologic de la Orăștie - Dealul Pemilor X6 / ansamblu anonim (Categorie: locuire) (Tip: Așezare)                                                                        | municipiul Orăștie                              | Dealul Pemilor X6                                                           | Coțofeni                                   |            |                                                | Încărcați imagine | Raportați eroare |
| 87647.21.01                               | Așezarea neolitică de la Orăștie - Dealul Pemilor X7 / ansamblu anonim (Categorie: locuire) (Tip: Așezare)                                                                      | municipiul Orăștie                              | Dealul Pemilor X7                                                           | Vinča - timpurie                           |            |                                                | Încărcați imagine | Raportați eroare |
| 87647.22.01                               | Situl arheologic de la Orăștie - Dealul Pemilor X8 / ansamblu anonim (Categorie: locuire) (Tip: Așezare)                                                                        | municipiul Orăștie                              | Dealul Pemilor X8                                                           | Starcevo - Criș                            |            |                                                | Încărcați imagine | Raportați eroare |
| 87647.22.02                               | Situl arheologic de la Orăștie - Dealul Pemilor X8 / ansamblu anonim (Categorie: locuire) (Tip: Necropolă)                                                                      | municipiul Orăștie                              | Dealul Pemilor X8                                                           | scitică                                    |            |                                                | Încărcați imagine | Raportați eroare |
| 87647.22.03                               | Situl arheologic de la Orăștie - Dealul Pemilor X8 / ansamblu anonim (Categorie: locuire) (Tip: Necropolă)                                                                      | municipiul Orăștie                              | Dealul Pemilor X8                                                           | scitică ("grupul Ciumbrud") sec. IX d. Hr. |            |                                                | Încărcați imagine | Raportați eroare |
| 87647.23.01                               | Situl arheologic de la Orăștie - Dealul Pemilor X10 / ansamblu anonim (Categorie: locuire) (Tip: Necropolă)                                                                     | municipiul Orăștie                              | Dealul Pemilor X10                                                          |                                            |            |                                                | Încărcați imagine | Raportați eroare |
| 87647.24.01                               | Complexul de movile de epoca necunoscuta de la Orăștie - Țâțele Gorganului / ansamblu anonim(Holumbul Beriului) (Categorie: mormant tumular) (Tip: complex)                     | municipiul Orăștie                              | Țâțele Gorganului                                                           |                                            |            | 45°48′06″N 23°09′43″E / 45.8017°N 23.16199°E   | Încărcați imagine | Raportați eroare |
| 87647.25.01                               | Movilele de epoca necunoscuta de la Orăștie / ansamblu anonim (Categorie: mormant tumular) (Tip: Tumul)                                                                         | municipiul Orăștie                              |                                                                             |                                            |            |                                                | Încărcați imagine | Raportați eroare |
| 87647.26                                  | Așezarea Wietenberg de la Orăștie - Făiug / ansamblu anonim (Categorie: locuire) (Tip: Așezare)                                                                                 | municipiul Orăștie                              | Făiug                                                                       | Wietenberg                                 |            |                                                | Încărcați imagine | Raportați eroare |
| 87647.27.01                               | Așezarea de epocă romană de la Orăștie - Halângă / ansamblu anonim (Categorie: locuire) (Tip: Villa rustica)                                                                    | municipiul Orăștie                              | Halângă                                                                     |                                            |            |                                                | Încărcați imagine | Raportați eroare |
| 88314.02.01                               | Așezarea de epocă dacică de la Orăștie - La Feregari / ansamblu anonim (Categorie: locuire) (Tip: Așezare)                                                                      | sat Orăștioara de Jos, comuna Beriu             | La Feregari                                                                 | dacică                                     |            |                                                | Încărcați imagine | Raportați eroare |
| 88314.04.01                               | Așezarea de epocă romană de la Orăștie - Glemea / ansamblu anonim (Categorie: locuire) (Tip: Villa rustica)                                                                     | sat Orăștioara de Jos, comuna Beriu             | Glemea                                                                      |                                            |            |                                                | Încărcați imagine | Raportați eroare |
| 88314.04.02                               | Așezarea de epocă romană de la Orăștie - Glemea / ansamblu anonim (Categorie: locuire) (Tip: Necropolă)                                                                         | sat Orăștioara de Jos, comuna Beriu             | Glemea                                                                      |                                            |            |                                                | Încărcați imagine | Raportați eroare |
| 90351.01.01                               | Așezarea de epocă romană de la Orăștioara de Sus - Piatra Grădiștii / ansamblu anonim (Categorie: locuire) (Tip: Așezare)                                                       | sat Orăștioara de Sus, comuna Orăștioara de Sus | Piatra Grădiștii                                                            |                                            |            | 45°44′33″N 23°10′45″E / 45.74241°N 23.17929°E  | Încărcați imagine | Raportați eroare |
| 90930.01.01                               | Așezarea de epocă romană de la Ostrovel - Hotar / ansamblu anonim (Categorie: locuire) (Tip: Așezare)                                                                           | sat Ostrovel, comuna Râu de Mori                | Hotar                                                                       |                                            |            |                                                | Încărcați imagine | Raportați eroare |
| 90930.02.01                               | Așezarea de epocă romană de la Ostrovel - Luncă / ansamblu anonim (Categorie: locuire) (Tip: Villa rustica)                                                                     | sat Ostrovel, comuna Râu de Mori                | Luncă                                                                       |                                            |            |                                                | Încărcați imagine | Raportați eroare |
| 90930.02.02                               | Așezarea de epocă romană de la Ostrovel - Luncă / ansamblu anonim (Categorie: locuire) (Tip: Necropolă)                                                                         | sat Ostrovel, comuna Râu de Mori                | Luncă                                                                       |                                            |            |                                                | Încărcați imagine | Raportați eroare |
| 88314.03.01                               | Așezarea de epocă romană de la Orăștioara de Jos - Glemea / ansamblu anonim (Categorie: locuire) (Tip: Villa rustica)                                                           | sat Orăștioara de Jos, comuna Beriu             | Glemea                                                                      |                                            |            |                                                | Încărcați imagine | Raportați eroare |
| 88314.03.02                               | Așezarea de epocă romană de la Orăștioara de Jos - Glemea / ansamblu anonim (Categorie: locuire) (Tip: Necropolă)                                                               | sat Orăștioara de Jos, comuna Beriu             | Glemea                                                                      |                                            |            |                                                | Încărcați imagine | Raportați eroare |
| 87647.28.01                               | Așezarea Turdaș de la Orăștie - Dealul Pemilor X1 / ansamblu anonim (Categorie: locuire) (Tip: Așezare)                                                                         | municipiul Orăștie                              | Dealul Pemilor X1                                                           | Turdaș                                     |            | 45°49′58″N 23°12′48″E / 45.83271°N 23.21321°E  | Încărcați imagine | Raportați eroare |
| 90609.05.01                               | Așezarea de epocă dacică de la Ohaba-Ponor / ansamblu anonim (Categorie: carieră/mine) (Tip: Mină de extracție a fierului)                                                      | sat Ohaba Ponor, comuna Pui                     |                                                                             | dacică                                     |            | 45°31′06″N 23°09′52″E / 45.51822°N 23.16436°E  | Încărcați imagine | Raportați eroare |
| 90949.01.01                               | / ansamblu anonim (Categorie: locuire) (Tip: Villa rustica) | sat Ostrovu Mic, comuna Râu de Mori             | Villa rustica                                                               |                                            |            | 45°31′15″N 22°49′59″E / 45.52083°N 22.83306°E  | Încărcați imagine | Raportați eroare |
| 88314.01.01                               | Castrul de la Orăștioara de Jos - "Piatra Grădiștii" / ansamblu anonim (Categorie: locuire militară) (Tip: Castru)                                                              | sat Orăștioara de Jos, comuna Beriu             | Piatra Grădiștii                                                            | sec. II-III p. Chr.                        |            |                                                | Încărcați imagine | Raportați eroare |